# Zona franca

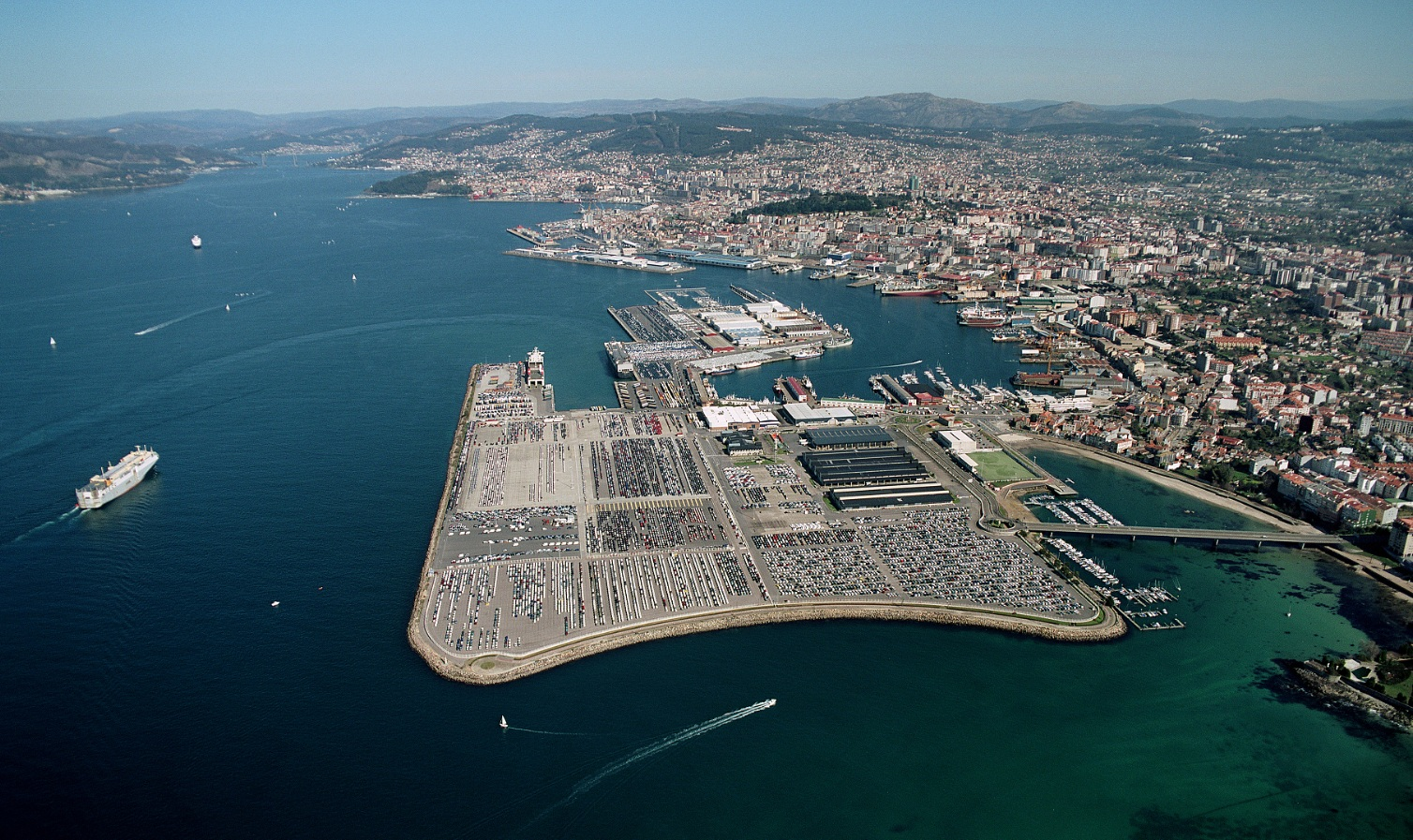
Vista panorâmica da zona franca e sede do Consórcio na Ria de Vigo

Uma zona franca é uma região isolada e delimitada dentro de um país, geralmente situada em um porto ou em suas adjacências, onde entram mercadorias nacionais ou estrangeiras sem se sujeitar às tarifas alfandegárias normais. O objetivo consiste em estimular as trocas comerciais, em certos casos para acelerar o desenvolvimento regional. São lugares onde o governo estimula a criação de empresas e indústrias com o abaixo dos impostos e ajudando com o capital financeiro.
Algumas zonas econômicas especiais são chamadas de "free ports". Às vezes, elas historicamente foram dotados de regulamentos aduaneiros favoráveis, como o porto livre de Trieste. Nos últimos anos, o sistema portuário gratuito foi acusado de facilitar a criminalidade artística internacional, permitindo que as obras de arte roubadas permaneçam não detectadas no armazenamento há décadas.

## Exemplos

### Bielorrússia
- Zona Franca de Brest

### Brasil
- Zona Franca de Manaus

### Bulgária
- Burgas

### China
- Hong Kong
- Macau
- Distrito de Pudong
- Xiamem
- Shantou
- Shenzen
- Zhuhai
- Província de Hainan

### Chile
- Zona Franca de Iquique

### Coreia do Sul
- Incheon
- Busan
- Gwangyang

### Emirados Árabes Unidos
- Zona Franca de Jebel Ali
- Dubai Internet City
- Dubai Media City
- Dubai Knowledge Village
- Dubai Healthcare City
- Dubai International Financial Center
- DuBiotech
- Dubai Outsource Zone
- International Media e Production Zone
- Dubai Studio City

### Espanha
- Barcelona
- Vigo
- Cádiz
- Gran Canaria

### França
- País de Gex
- Saboia

### Irão
- Kish
- Aras Free Zone
- Anzali Free Zone
- Arvand Free Zone
- Chabahar Free Zone
- Gheshm Free Zone

### Malásia
- Port Klang

### Panamá
- Zona Franca de Colón

### Portugal
- Zona Franca Industrial da Madeira
- Zona Franca Industrial de Sines

### Reino Unido
- London Docklands

### Rússia
- Nakhodka
- Inguchétia
- Yantar, Kaliningrado

### Ucrânia
- Odessa